# Sonòmetre
Un sonòmetre és un aparell electrònic que mesura la pressió del so, habitualment en el rang audible per l'orella humana, la qual se sol expressar en la unitat de mesura de decibels.
Normativament, se sol entendre com a sonòmetre l'aparell de mesura que compleix amb les especificacions de la norma estandarditzada:
- UNE-EN 61672 Electroacústica. Sonómetros.
Així, els sonòmetres són instruments destinats a la mesura dels nivells de pressió sonora ponderats en freqüència i en temps.
Generalment, un sonòmetre es basa en l'ús d'un transductor (dispositiu capaç de transformar energia d'un tipus en una altra), mitjançant el qual els senyals acústics (pressió sonora) són transformats en senyals elèctrics proporcionals als primers. Els senyals elèctrics obtinguts són processats dins del mateix equip, a fi d'obtenir, les dades en temps real en un dispositiu de presentació de resultats o pantalla, o bé, per emmagatzemar-los o transmetre'ls a un altre dispositiu en el qual es completi el procés.
D'acord amb la norma esmentada, els sonòmetres es poden classificar en:
- sonòmetres convencionals, els quals mesuren nivells de so amb ponderació temporal exponencial,
- sonòmetres integradors mitjanadors, els quals mesuren els nivells de so mitjanats en el temps i,
- sonòmetres integradors, els quals mesuren els nivells d'exposició sonora.

## Micròfon
El funcionament del sonòmetre, es basa en els desplaçaments de la membrana del micròfon, els quals es transformen en senyal elèctric, en forma de diferència de potencial, el qual alhora és processat per la resta de l'equip en la forma apropiada.

## Metrologia legal
D'acord amb l'Ordre ITC/2845/2007, de 25 de setembre, per la qual es regula el control metrològic de l'estat dels instruments destinats al mesurament de so audible i dels calibradors acústics, aquests (sonòmetre, dosímetres i calibradors), s'han de verificar amb una periodicitat anual o després d'una reparació o modificació.

## Classe del sonòmetre
Una característica de qualsevol sonòmetre o equip de mesurament és el grau de precisió. Normes nacionals i internacionals classifiquen els sonòmetres segons el seu grau de precisió.
L'antiga norma CEI 651, de la Comissió Electrotècnica Internacional, els classificava en quatre tipus: els sonòmetres de tipus 0, típicament per a ús en laboratoris d'acústica; els de tipus 1, coneguts com a sonòmetres de precisió; els de tipus 2, sonòmetres per a aplicacions generals i els de tipus 3, sonòmetres que permeten tan sols una apreciació de nivell.
Actualment la norma EN 61672, els classifica en dues classes: els sonòmetres de classe 1, una mica més precisos que l'antic tipus 1, que al territori sota administració de la Generalitat de Catalunya s'han d'utilitzar en l'àmbit de la Llei 16/2002 (encara que per a certs casos existeix un període transitori de 5 anys a partir de l'entrada en vigor del Decret 176/2009 en què es pot utilitzar sonòmetres de classe 2) i, de les mesures d'acústica arquitectònica. En acústica laboral, es permet l'ús de sonòmetres de classe 2, els quals són lleugerament més precisos que l'antic tipus 2.